# Manettia sararensis
Manettia sararensis är en måreväxtart som beskrevs av Paul Carpenter Standley och Julian Alfred Steyermark. Manettia sararensis ingår i släktet Manettia och familjen måreväxter.
Artens utbredningsområde är Colombia. Inga underarter finns listade i Catalogue of Life.